# Bengaals cricketelftal (mannen)
Het cricketelftal van Bangladesh is het nationale cricketteam van Bangladesh. Tot 1947 was Bangladesh samen met Pakistan onderdeel van India, daarna werd het land samen met Pakistan afgescheiden en was het als Oost-Pakistan en onderdeel van Pakistan vertegenwoordigd in het cricket. Pas in 1971 werd Bangladesh onafhankelijk en duurde het lange tijd voordat het land zich weer kon meten met de andere toplanden in het cricket. Vanaf 2000 is Bangladesh het tiende land met de testcricketstatus.

## Historie
Tot 1971 deden Bengalese cricketers mee met de teams van India (tot 1947) of Pakistan. Toen het land onafhankelijk werd, was cricket een van de belangrijkste sporten, maar het niveau lag niet al te hoog. Langzaam maar zeker werd het land beter, wat leidde tot een halve-finaleplaats in de ICC Trophy in 1990 en uiteindelijk de eindoverwinning in 1997. Door die zege plaatste het zich voor het eerst voor het wereldkampioenschap cricket. Op  dat wk van 1999 versloeg het Pakistan met 62 runs, de tot dan toe de meest verrassende uitslag ooit. Die was voor de Bengaalse cricketbond aanleiding om bij de International Cricket Council (ICC) de status van test-land aan te vragen en die werd in 2000 verleend.

## Successen
Sinds Bangladesh een testnatie is geworden, is het cricket erop vooruitgegaan. Desondanks werden 31 van de eerste 34 wedstrijden verloren, en maar 3 wedstrijden gelijkgespeeld. Toch waren de Bengalen af en toe dicht bij de eerste overwinning. In januari 2005 werd dan tegen Zimbabwe de eerste overwinning behaald, thuis in Chittagong. Daarna werd wereldkampioen Australië op het nippertje niet verslagen. Anno 2020 heeft Bangladesh inmiddels al vijf van de andere testlanden ten minste één keer verslagen.
Sinds het wk-debuut is het land altijd aanwezig geweest op het wereldkampioenschap (anno 2020). De beste prestatie is het behalen van de laatste acht in 2007 en 2015. De beste prestatie op de voormalige ICC Champions Trophy, dat als het tweede wereldkampioenschap wordt gezien, was de halve finale tijdens de laatste editie.
Bangladesh heeft anno 2020 aan elk wereldkampioenschap Twenty20 meegedaan. Drie keer werd de tweede ronde bereikt.
Op het Aziatisch kampioenschap werd anno 2020 al drie keer tweede, waaronder tijdens de recentste editie in 2018.

## Resultaten op internationale toernooien

### Wereldkampioenschap
| 1975 · Geen ICC-lid 1979 · Niet gekwalificeerd 1983 · Niet gekwalificeerd 1987 · Niet gekwalificeerd | 1992 · Niet gekwalificeerd 1996 · Niet gekwalificeerd 1999 · Eerste ronde 2003 · Eerste ronde | 2007 · Tweede ronde 2011 · Eerste ronde 2015 · Kwartfinale 2019 · Eerste ronde |

### Wereldkampioenschap Twenty20
| 2007 · Tweede ronde 2009 · Eerste ronde | 2010 · Eerste ronde 2012 · Eerste ronde | 2014 · Tweede ronde 2016 · Tweede ronde |

### Wereldkampioenschap testcricket
| 2021 · Onderweg |

### Overige belangrijke toernooien
| ICC Champions Trophy | ICC World Cup Qualifier (ICC Trophy) | Asia Cup | Asian Test Championship             | Gemenebestspelen     | Austral-Asia Cup |
| --- | --- | --- | ----------------------------------- | -------------------- | --- |
| - 1998: Geen testland - 2000: Voorronde - 2002: Eerste ronde - 2004: Eerste ronde - 2006: Voorronde - 2009: Niet gekwalificeerd - 2013: Niet gekwalificeerd - 2017: Halve finale | - 1979: Eerste ronde - 1982: Vierde - 1986: Eerste ronde - 1990: Halve finale - 1994: Tweede ronde - 1997: Winnaar - 2001-2018: Direct voor WK gekwalificeerd | - 1984: Geen deelname - 1986: Derde - 1988: Vierde - 1990/1991: Derde - 1995: Vierde - 1997: Vierde - 2000: Vierde - 2004: Vierde - 2008: Vierde - 2010: Vierde - 2012: Tweede - 2014: Vijfde - 2016: Tweede - 2018: Tweede - 2020: ? | - 1999: Geen testland - 2002: Derde | - 1998: Eerste ronde | - 1986: Geen deelname - 1990: Geen deelname - 1994: Geen deelname - 1986: Geen deelname - 1990: Eerste ronde - 1994: Geen deelname |